# Vannoz
Vannoz – miejscowość i gmina we Francji, w regionie Burgundia-Franche-Comté, w departamencie Jura.
Według danych na 1990 r. gminę zamieszkiwało 195 osób, a gęstość zaludnienia wynosiła 34 osoby/km² (wśród 1786 gmin Franche-Comté Vannoz plasuje się na 550. miejscu pod względem liczby ludności, natomiast pod względem powierzchni na miejscu 744.).